# DEPV Talisman
DEPV Talisman – prom pasażerski, pierwsza jednostka na świecie, od początku wyposażona w napęd diesel-elektryczny a także pędnik kołowy. Zwodowany 10 kwietnia 1935 roku, w tym samym roku rozpoczął służbę na rzece Clyde w Szkocji. W trakcie drugiej wojny światowej został zarekwirowany, po czym służył jako HMS Aristocrat, prowadząc działania w obronie przeciwlotniczej. Jego innowacyjny napęd wprowadził silnik Diesla napędzający generator elektryczny w celu produkcji energii elektrycznej zasilającej silniki elektryczne poruszające kola napędowe statku.